# Boophis englaenderi
Boophis englaenderi is een kikker uit de familie gouden kikkers (Mantellidae). De soort werd voor het eerst wetenschappelijk beschreven door Frank Glaw en Miguel Vences in 1994. De soort behoort tot het geslacht Boophis. De soortaanduiding englaenderi is een eerbetoon aan Hans Engländer.

## Leefgebied
De kikker is endemisch in Madagaskar. De soort komt voor in het noordoosten van Madagaskar en leeft op een hoogte van boven de 300 meter boven zeeniveau.

## Beschrijving
Mannetjes hebben een lengte van 31 tot 39 millimeter en de lengte van de vrouwtjes is onbekend. De rug is groen met donkergroene vlekjes en de buik is gelig. De keel is lichtgroen.